# ALBA
Az ALBA, hivatalosan a Bolivarian Alliance for the Peoples of Our America (Bolivári Szövetség a Mi Amerikánk Embereiért, spanyolul Alianza Bolivariana para los Pueblos de Nuestra América) egy kormányközi szervezet, melynek célja Latin-Amerika és a Karib-térség országainak szociális, politikai és gazdasági integrálása. „Bolivár” neve Simón Bolívar ideológiájára utal. Bolívar egy Caracasban született 19. századi függetlenségi vezető volt, aki Hispano-Amerika egyetlen „nagy nemzetként” való egyesülésére törekedett. Az ALBA Kuba és Venezuela szövetségeként jött létre 2004-ben, társulva szocialista és szociáldemokrata kormányokkal, amelyek a régiós gazdasági integráció megszilárdítására törekednek a szociális jólét, cserekereskedelem és kölcsönös gazdasági segítségnyújtás megteremtésén keresztül. Tizenegy tagállama Antigua és Barbuda, Bolívia, Kuba, Dominikai Közösség, Ecuador, Grenada, Nicaragua, Saint Kitts és Nevis, Saint Lucia, Saint Vincent és a Grenadine-szigetek és Venezuela. 2012 februárjában egy csúcson Suriname-ot is felvették az ALBA-ba, mint vendég országot. Az ALBA nemzetek a virtuális regionális pénznem, a SUCRE használatával tudnak kereskedni. Venezuela és Ecuador használta először a Sucre-t az amerikai dollár helyett egy kétoldalú üzletben 2010. július 6-án.
A név eredetileg az "Alternative" („alternatív”) szót tartalmazta az "Alliance" („szövetség”) helyett, de ezt 2009. június 24-én megváltoztatták.

## Története

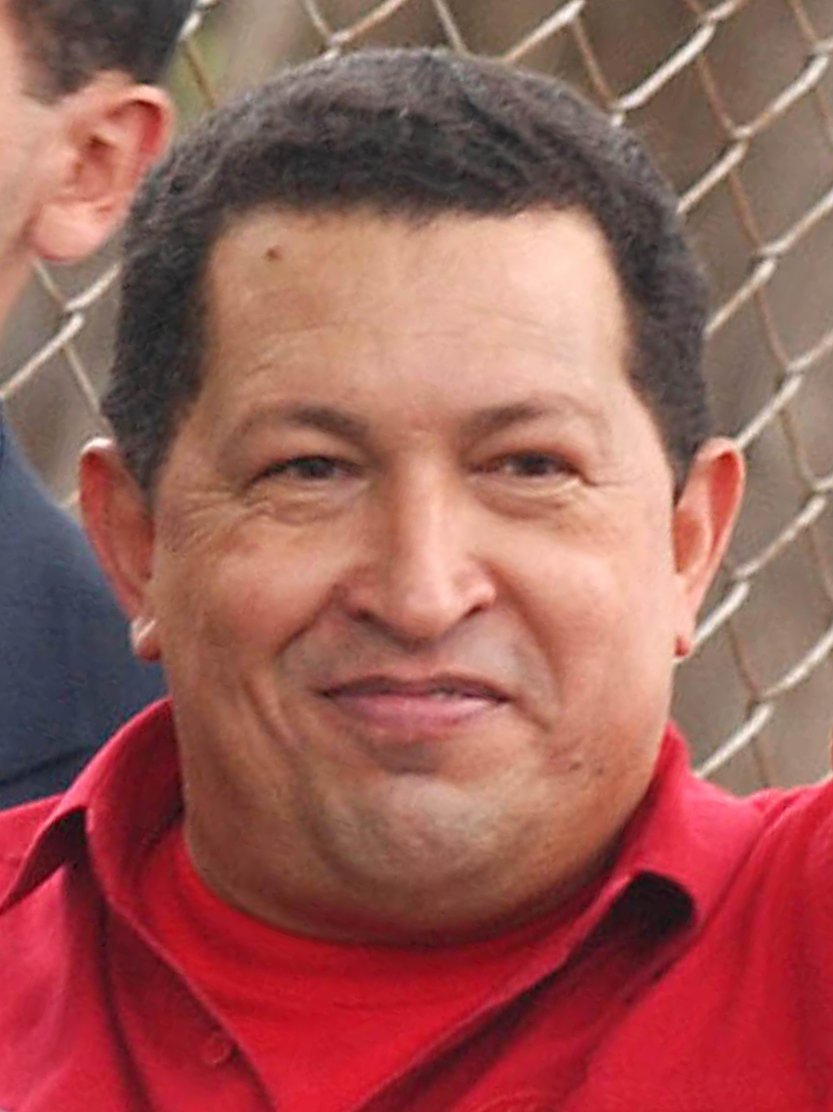
Hugo Chávez, volt venezuelai elnök, az ALBA alapítója.

A megegyezést Venezuela kormánya kezdeményezte Hugo Chávez vezetésével az Amerika által indítványozott Amerikai Szabadkereskedelmi Egyezmény (Free Trade Area of the Americas, FTAA vagy spanyolul ALCA) alternatívájaként, melyet a térség több állama ellenzett, és több népszerű, masszív tüntetést váltott ki.
A 2004. december 14-én a Hugo Chávez és Fidel Castro által aláírt egyezményben Kuba és Venezuela a két nemzet között orvosi és oktatási emberi erőforrás, illetve petróleum cseréjében állapodtak meg. Venezuela napi 96.000 barrel olajat kezdett szállítani rendkívül kedvező áron Kubába az állami PDVSA olajtársaságtól. Cserébe Kuba 20.000 állami alkalmazásban álló orvosi személyzetet és tanárok ezreit küldte Venezuela legszegényebb államaiba. Az egyezmény szintén lehetővé tette, hogy venezuelai állampolgárok Kubába utazhassanak, hogy ingyenes szakorvosi ellátásban részesüljenek.
2004-es megalapításakor az ALBA-nak csak két tagállama Volt, Venezuela és Kuba. Később számos latin-amerikai és karib-térségi állam csatlakozott a „Népi Kereskedelmi Egyezményéhez” (spanyolul: Tratado de Comercio de los Pueblos, vagy TCP), ami az ALBA elveinek érvényesítésére törekszik. Bolívia 2006-ban Evo Morales alatt csatlakozott, Nicaragua Daniel Ortega alatt 2007-ben, Ecuador Rafael Correa idején 2009-ben. Honduras Manuel Zelaya alatt 2008-ban, de szándékát 2009-ben visszavonta a 2009-es hondurasi puccs után. Később a karibi térségből Antigua és Barbuda, Dominika, Saint Vincent és a Grenadine-szigetek és Saint Lucia szintén csatlakozott.
Jamaicát Hugo Chavez, Venezuela elnöke, Mexicót Daniel Ortega, Nicaragua elnöke hívta meg, hogy csatlakozzanak az ALBA országok szövetségéhez. Szintén Hugo Chávez hívta meg Közép-Amerika államait, hogy csatlakozzanak a szövetséghez, valamint Argentínát, hogy használja a SUCRE-t, a szövetség pénznemét. Vietnámot mint felügyelő országot hívták meg. A tizenkettedik ALBA csúcson 2012 februárjában Suriname, St. Lucia és Haiti kérvényezte felvételét a szövetséghez. Haiti megkapta az állandó tagállam státuszt; miközben Suriname és Saint Lucia speciális tagként várnak a teljes integrációjukra.

### Közös pénznem
2009 októberében egy bolíviai csúcson az ALBA vezetők egy közös regionális pénznem bevezetésének ötletét fogadták el. Hugo Chávez elnök (Venezuela) bejelentette, hogy "a megállapodás szerint a Sucre egy autonóm és önálló monetáris rendszer, amelyet 2010-ben fognak bevezezni." 2015-ben a virtuális pénznemet a Bolívia, Kuba, Nicaragua, és főként Ecuador és Venezuela közötti kereskedelemben használják.

## Egyéb ALBA iniciatívák

### PetroCaribe
2005-ben korábban Kuba és Venezuela között létrejött ALBA megállapodások alapján jött létre a PetroCaribe egyezmény. A PetroCaribe célja olaj eladása tizennégy, a karibi térségben fekvő állam számára egy kedvezményes pénzügyi megállapodás keretein belül. Ez a megállapodás a karibi nemzeteket jelentős szénhidrogén készletekkel látja el, amivel a saját térségeikben nem rendelkeznek. Kuba esetében a PetroCaribe folyamatos olajellátást biztosít, amitől a Szovjetunió 1989-es bukása óta meg volt fosztva az ország.

### TELESUR
A TELESUR egy 2005-ben alapított médiakonglomerátum, amely az aktuális eseményekről ad hírt az ALBA térségben. A program egy internetes alapú televíziós csatorna, amely Venezuela, Argentína, Uruguay, Kuba, Bolívia, Ecuador és Nicaragua kormányainak közös erőfeszítéseként jött létre.

### PETROSUR
A PETROSUR egy kormányközi energia szövetség, amely a venezuelai PDVSA, az argentin YPF és a brazil Petrobras nemzeti olajvállalatokból áll. A kezdeményezés célja szociális jóléti programok támogatása a térségben; egy újabb példája annak, ahogyan az ALBA nemzetek az olajból származó nyereséget a nemzeteik legszegényebb rétegeinek a megsegítésére használják.

### UNASUR
Az UNASUR egy 2008-ban alapított kormányközi unió, melynek célja az andoki közösségek integrálása egy olyan rendszerbe, amely jelenleg a part menti nemzeteknek kedvez. Az UNASUR megállapodás lehet egy fenntartható agrikulturális rendszer kezdete az ALBA blokkban. A közösségek tagjai, főként Bolíviában és Peruban olyan tudással rendelkeznek, ami kedvező táptalaja lehet hasonló tevékenységek megvalósulásának.